# Anilios hamatus
Anilios hamatus — вид змій родини сліпунів (Typhlopidae). Ендемік Австралії.

## Поширення і екологія
Anilios hamatus мешкають в прибережних і внутрішніх районах Західної Австралії. Вони живуть в сухих саванах і чагарникових заростях, в спінніфексових заростях, в заростях маллі і мульги. Ведуит нічний, риючий спосіб життя, відкладають яйця.